# Diastata rustica
Diastata rustica är en tvåvingeart som beskrevs av Chandler 1987. Diastata rustica ingår i släktet Diastata och familjen sumpskogsflugor.
Artens utbredningsområde är Nepal. Inga underarter finns listade i Catalogue of Life.